# الذنبة (السياني)

تعديل مصدري - تعديل

الذنبة هي إحدى قرى عزلة الهادس بمديرية السياني التابعة لمحافظة إب، بلغ تعداد سكانها 578 نسمة حسب تعداد اليمن لعام 2004.